# SM UC-78
SM UC-78 – niemiecki podwodny stawiacz min z okresu I wojny światowej, jedna z 64 zbudowanych jednostek typu UC II. Zwodowany 8 grudnia 1916 roku w stoczni Vulcan w Hamburgu, został przyjęty do służby w Kaiserliche Marine 10 stycznia 1917 roku. W czasie służby operacyjnej w składzie Flotylli Bałtyckiej i I Flotylli Flandria okręt odbył 12 patroli bojowych, w wyniku których zatonął okręt o wyporności 350 ton, a jeden statek o pojemności 1481 BRT został uszkodzony. SM UC-78 został zatopiony wraz z całą załogą 9 maja 1918 roku, staranowany przez brytyjski parowiec „Queen Alexandra” w kanale La Manche.

## Projekt i budowa
Dokonania pierwszych niemieckich podwodnych stawiaczy min typu UC I, a także zauważone niedostatki tej konstrukcji, skłoniły dowództwo Cesarskiej Marynarki Wojennej z admirałem von Tirpitzem na czele do działań mających na celu budowę nowego, znacznie większego i doskonalszego typu okrętu podwodnego. Opracowany latem 1915 roku projekt okrętu, oznaczonego później jako typ UC II, tworzony był równolegle z projektem przybrzeżnego torpedowego okrętu podwodnego typu UB II. Głównymi zmianami w stosunku do poprzedniej serii były: instalacja wyrzutni torpedowych i działa pokładowego, zwiększenie mocy i niezawodności siłowni, oraz wzrost prędkości i zasięgu jednostki, kosztem rezygnacji z możliwości łatwego transportu kolejowego (ze względu na powiększone rozmiary).
SM UC-78 zamówiony został 12 stycznia 1916 roku jako jednostka z III serii okrętów typu UC II (numer projektu 41, nadany przez Inspektorat U-Bootów), w ramach wojennego programu rozbudowy floty . Został zbudowany w stoczni Vulcan w Hamburgu jako jeden z sześciu okrętów III serii zamówionych w tej wytwórni. UC-78 otrzymał numer stoczniowy 83 (Werk 83)  . Stępkę okrętu położono w 1916 roku , a zwodowany został 8 grudnia 1916 roku. Koszt budowy okrętu wyniósł 2 mln 86 tys. marek.

## Dane taktyczno-techniczne
SM UC-78 był średniej wielkości przybrzeżnym okrętem podwodnym o konstrukcji dwukadłubowej. Długość całkowita wynosiła 50,45 metra, szerokość 5,22 metra i zanurzenie 3,65 metra . Wykonany ze stali kadłub sztywny miał 39,3 metra długości i 3,61 metra szerokości, a wysokość (od stępki do szczytu kiosku) wynosiła 7,46 metra . Wyporność w położeniu nawodnym wynosiła 410 ton, a w zanurzeniu 493 tony. Jednostka miała wysoki, ostry dziób przystosowany do przecinania sieci przeciwpodwodnych; do jej wnętrza prowadziły trzy luki: pierwszy przed kioskiem, drugi w kiosku, a ostatni w części rufowej, prowadzący do maszynowni . Cylindryczny kiosk miał średnicę 1,4 metra i wysokość 1,8 metra, obudowany był opływową osłoną . Okręt napędzany był na powierzchni przez dwa 6-cylindrowe, czterosuwowe silniki wysokoprężne Daimler MU256 o łącznej mocy 485 kW (660 KM), a pod wodą poruszał się dzięki dwóm silnikom elektrycznym SSW o łącznej mocy 460 kW (620 KM) . Dwa wały napędowe obracały dwie śruby wykonane z brązu manganowego (o średnicy 1,9 metra i skoku 0,9 metra) . Okręt osiągał prędkość 11,8 węzła na powierzchni i 7,3 węzła w zanurzeniu . Zasięg wynosił 10 230 Mm przy prędkości 7 węzłów w położeniu nawodnym oraz 52 Mm przy prędkości 4 węzłów pod wodą . Zbiorniki mieściły 55 ton paliwa , a energia elektryczna magazynowana była w dwóch bateriach akumulatorów 26 MAS po 62 ogniwa, zlokalizowanych pod przednim i tylnym pomieszczeniem mieszkalnym załogi. Okręt miał siedem zewnętrznych zbiorników balastowych . Dopuszczalna głębokość zanurzenia wynosiła 50 metrów , a czas wykonania manewru zanurzenia 40 sekund.
Głównym uzbrojeniem okrętu było 18 min kotwicznych typu UC/200 w sześciu skośnych szybach minowych o średnicy 100 cm, usytuowanych w podwyższonej części dziobowej jeden za drugim w osi symetrii okrętu, pod kątem do tyłu (sposób stawiania – „pod siebie”). Układ ten powodował, że miny trzeba było stawiać na zaplanowanej przed rejsem głębokości, gdyż na morzu nie było do nich dostępu (co znacznie zmniejszało skuteczność okrętów). Wyposażenie uzupełniały dwie zewnętrzne wyrzutnie torped kalibru 500 mm (umiejscowione powyżej linii wodnej na dziobie, po obu stronach szybów minowych), jedna wewnętrzna wyrzutnia torped kal. 500 mm na rufie (z łącznym zapasem 7 torped) oraz umieszczone przed kioskiem działo pokładowe kal. 88 mm L/30, z zapasem amunicji wynoszącym 130 naboi . Okręt wyposażony był w dwa peryskopy Zeissa: wachtowy i bojowy oraz radiostację z podnoszonym masztem o wysokości 10 metrów. Wyposażenie uzupełniała kotwica grzybkowa o masie 272 kg .
Załoga okrętu składała się z 3 oficerów oraz 23 podoficerów i marynarzy.

## Służba

### 1917 rok
10 stycznia 1917 roku SM UC-78 został przyjęty do służby w Cesarskiej Marynarce Wojennej, przydzielony do Flotylli Bałtyckiej . Dowództwo jednostki objął por. mar. (niem. Oberleutnant zur See) Hans Kukat .
7 maja UC-78 postawił w rejonie Wysp Alandzkich składającą się z 17 min zagrodę. 12 sierpnia na jednej z nich zatonął w ciągu 11 minut rosyjski okręt łącznikowy (zdeklasowany niszczyciel) „Lejtienant Burakow” (350 ton) .
2 i 4 września 1917 roku okręt wraz z bliźniaczym UC-57 uczestniczył w zdobyciu Rygi przez Niemców, ostrzeliwując wycofujące się wybrzeżem wojska rosyjskie. 4 września trzy samoloty oraz obydwa U-Booty próbowały zaatakować zespół rosyjskich okrętów uchodzących z Rygi do Parnawy (niszczyciele „Pogranicznik” i „Gienierał Kondratienko” oraz kanonierki „Groziaszczij”, „Chrabrij” i „Chiwiniec”), jednak bez powodzenia. W październiku 1917 roku SM UC-78 (wraz z siostrzanymi jednostkami UC-56, UC-57, UC-58, UC-59 i UC-60) w składzie flotylli „Kurlandia” wziął udział w operacji Albion, mającej na celu opanowanie Wysp Moonsundzkich. W pierwszej dekadzie października okręt wyszedł z Lipawy z zadaniem obserwacji wód między wyspami Ozylią a Runö oraz postawienia zagród minowych na rosyjskich szlakach wodnych; po pomyślnym przedarciu się na wody Zatoki Ryskiej U-Boot powrócił do bazy między 20 a 25 października. 14 października dowodzący okrętem por. mar. Hans Kukat został awansowany na stopień kpt. mar. (niem. Kapitänleutnant) .

### 1918 rok
Między 16 a 18 stycznia 1918 roku dowództwo nad okrętem objął por. mar. Werner Löwe, sprawujący wcześniej komendę nad UC-6 i UC-79 . 18 stycznia SM UC-78 został przydzielony do I Flotylli Flandria, a dzień później na stanowisko dowódcy powrócił kpt. mar. Hans Kukat  .
4 kwietnia w odległości 5 Mm od Boulogne-sur-Mer UC-78 storpedował i uszkodził zbudowany w 1887 roku grecki parowiec „Eustratios” o pojemności 1481 BRT .
9 maja 1918 roku na zachód od Cherbourga SM UC-78 został zatopiony wraz z całą, liczącą 29 osób załogą, staranowany przez brytyjski parowiec „Queen Alexandra” (na pozycji 49°49′N 1°40′W/49,816667 -1,666667) .

### Podsumowanie działalności bojowej
SM UC-78 odbył 12 rejsów operacyjnych, w wyniku których zatonął okręt o wyporności 350 ton, a statek o pojemności 1481 BRT został uszkodzony . Pełne zestawienie zadanych przez niego strat przedstawia poniższa tabela :
| Data             | Nazwa                | Państwo            | Tonaż       | Los jednostki |
| ---------------- | -------------------- | ------------------ | ----------- | ------------- |
| 12 sierpnia 1917 | „Lejtienant Burakow” | Rosyjska Carska MW | 350         | zatopiony     |
| 4 kwietnia 1918  | „Eustratios”         | Królestwo Grecji   | 1481        | uszkodzony    |
| RAZEM            | RAZEM                | zatopione:         | zatopione:  | 1             |
| RAZEM            | RAZEM                | uszkodzone:        | uszkodzone: | 1             |